# Linee di difesa d'acqua dei Paesi Bassi
Linee di difesa d'acqua dei Paesi Bassi è un sito del patrimonio dell'umanità dell'UNESCO costituito da due componenti principali: la Linea di difesa di Amsterdam, iscritta nella Lista dei patrimoni dell'umanità nel 1996, e la Waterlinie, iscritta nella lista nel 2021. A causa di quest'ultimo ampliamento, anche il nome del patrimonio dell'umanità è stato cambiato nel nome ombrello Linee di difesa d'acqua dei Paesi Bassi.

## Descrizione
Si estende da Amsterdam e IJsselmeer fino al Parco nazionale De Biesbosch vicino a Werkendam. Comprende i forti intorno ad Amsterdam, che fanno parte della Linea di difesa di Amsterdam, e i forti e le difese della Nuova linea d'acqua dei Paesi Bassi. L'espansione del 2021 ha aggiunto la Waterlinie come esempio di un sistema di difesa militare unico che si estende su una lunghezza di 85 km e si basa sull'inondazione di campi, installazioni idrauliche e una serie di difese e forti militari.